# Dene Tsaa Tse K'Nai
Dene Tsaa Tse K'Nai (ili Prophet River Band), Skupina Beaver ili Dunne-za Indijanaca, porodica athapaskan, naseljena danas na rezervatu Prophet River No. 4, kod Fort Nelsona u Britanskoj Kolumbiji, Kanada. Populacija im je u svibnju 2008. iznosila 230, a na rezervatu 86 po popisu iz 2006.
Jedna su od 8 potpisnica Ugovora 8 koji su potpisali i West Moberly, Saulteau, McLeod Lake, Halfway River, Fort Nelson, Doig River i Blueberry River.